# Masyw kłodzko-złotostocki
Masyw kłodzko-złotostocki – sierpokształtna intruzja granitoidowa, położona na granicy między metamorfikiem wschodniej części kopuły orlicko-śnieżnickiej – metamorfikiem Lądka i Śnieżnika (dokładniej ze stanowiącą jego część strefą Złoty Stok–Skrzynka; pod względem geograficznym są to Góry Złote i Krowiarki) od południowego wschodu, strukturą bardzką od zachodu oraz metamorfikiem kłodzkim od południowego zachodu.
Struktura związana z orogenezą hercyńską, powstała w paleozoiku, ok. 260-270 milionów lat temu, w trakcie plutonizmu granitoidowego. Jego apofizy sięgają w głąb Gór Bardzkich (struktury Bardzkiej) aż po Bardo.
Masyw kłodzko-złotostocki buduje południowo-wschodnią część Gór Bardzkich oraz północno-zachodni skraj Gór Złotych, zaś południowo-zachodnim krańcem wchodzi w obręb Kotliny Kłodzkiej (Wzgórza Rogówki).